# متنزه نقطة او روش الحكومي
منتزة بوينت او روش الحكومي، يقع على 856 أكر (3.46 كـم2) دولة بارك في مقاطعة كلينتون، نيويورك. يقع متنزّه في الجزء الشرقي من بلدة قرية بيكمان، على شاطئ بحيرة شامبلين.

## مرافق
منتزة بوينت او ورش الحكومي هو منتزة للاستخدام اليومي، وتوفر ملعبًا ومناطق نزهة ومسارات لركوب الدراجات والمشي لمسافات طويلة والتزلج الريفي على الثلج وصيد الأسماك ومركزًا طبيعيًا وشاطئًا رمليًا. يتوفر رسو لما يصل إلى 60 قاربًا في ديب باي.

## روابط خارجية
- New York State Parks: Point Au Roche State Park
- The Friends of Point au Roche State Park
  - History of Point au Roche State Park